# Équipe cycliste Voster ATS
L'équipe cycliste Voster ATS est une équipe cycliste polonaise créée en 2016 et ayant le statut d'équipe continentale depuis 2017.

## Principales victoires

### Courses UCI
- Course de Solidarność et des champions olympiques : 2017 (Mateusz Komar)
- Memorial Henryka Lasaka : 2018 (Mateusz Grabis)
- Belgrade-Banja Luka : 2019 (Paweł Franczak)
- Visegrad 4 Kerekparverseny : 2019 (Paweł Franczak)
- Tour of Malopolska : 2019 (Adam Stachowiak)
- Grand Prix Doliny Baryczy migród-Memoria Grundmanna i Wizowskiego : 2019 (Sylwester Janiszewski)
- Tour de Bulgarie : 2020 (Patryk Stosz)
- CCC Tour-Grody Piastowskie : 2021 (Maciej Paterski)
- GP Adria Mobil : 2022 (Maciej Paterski)
- GP Gorenjska : 2022 (Patryk Stosz)
- Tour de Szeklerland : 2022 (Szymon Rekita)
- In the footsteps of the Romans : 2022 (Maciej Paterski)
- Poreč Trophy : 2023 (Patryk Stosz)
- Visegrad 4 Bicycle Race-GP Slovakia : 2023 (Maciej Paterski)
- Puchar Ministra Obrony Narodowej : 2023 (Bartosz Rudyk)

### Championnats nationaux
- Championnats de Pologne sur route : 1
  - Course en ligne : 2021 (Maciej Paterski)[1]

## Classements UCI
À partir de 2017, l'équipe participe principalement aux épreuves de l'UCI Europe Tour,. Le tableau ci-dessous présente les classements de l'équipe sur les différents circuits continentaux, ainsi que son meilleur coureur au classement individuel.
UCI Europe Tour
| UCI Europe Tour | UCI Europe Tour        | UCI Europe Tour                           | UCI Europe Tour |
| Année           | Classement par équipes | Meilleur coureur au classement individuel |                 |
| --------------- | ---------------------- | ----------------------------------------- | --------------- |
| 2017            | 63e                    | Adam Stachowiak (250e)                    |                 |
| 2018            | 71e                    | Mateusz Grabis (496e)                     |                 |
| 2019            | 43e                    | Paweł Franczak (208e)                     |                 |
| 2020            | 28e                    | Piotr Brożyna (308e)                      |                 |
| 2021            | 21e                    | Maciej Paterski (213e)                    |                 |
| 2022            | 21e                    | Patryk Stosz (274e)                       |                 |
| 2023            | 43e                    | -                                         |                 |
|                 |                        |                                           |                 |
| Source : UCI    |                        |                                           |                 |

L'équipe est également classée au Classement mondial UCI qui prend en compte toutes les épreuves UCI et concerne toutes les équipes UCI.
| Classement mondial | Classement mondial     | Classement mondial                        | Classement mondial |
| Année              | Classement par équipes | Meilleur coureur au classement individuel |                    |
| ------------------ | ---------------------- | ----------------------------------------- | ------------------ |
| 2017               | -                      | Adam Stachowiak (467e)                    |                    |
| 2018               | -                      | Mateusz Grabis (833e)                     |                    |
| 2019               | 78e                    | Paweł Franczak (256e)                     |                    |
| 2020               | 52e                    | Piotr Brożyna (376e)                      |                    |
| 2021               | 41e                    | Maciej Paterski (250e)                    |                    |
| 2022               | 43e                    | Patryk Stosz (344e)                       |                    |
| 2023               | 78e                    | Maciej Paterski (554e)                    |                    |
| 2024               | 129e                   | Radosław Frątczak (845e)                  |                    |
|                    |                        |                                           |                    |
| Source : UCI       |                        |                                           |                    |

## Voster ATS Team en 2025
Effectif
| Effectif 2025            | Effectif 2025     | Effectif 2025 | Effectif 2025                    |
| Cycliste                 | Date de naissance | Pays          | Équipe précédente                |
| ------------------------ | ----------------- | ------------- | -------------------------------- |
| Maciej Banaszak          | 11 octobre 2005   | Pologne       | Klub Kolarski Tarnovia (2024)    |
| Tomasz Budziński         | 24 avril 1998     | Pologne       | Mazowsze Serce Polski (2024)     |
| Karel Camrda             | 8 juin 2001       | Tchéquie      | ATT Investments (2024)           |
| Zak Coleman              | 15 janvier 1999   | Royaume-Uni   | XSpeed United Continental (2024) |
| Radosław Frątczak        | 18 septembre 2002 | Pologne       | Klub Kolarski Tarnovia (2023)    |
| Eric Inkster             | 2 juin 2001       | Canada        | XSpeed United Continental (2024) |
| Mateusz Kostański        | 3 mai 1999        | Pologne       | Klub Kolarski Tarnovia (2021)    |
| Piotr Maślak             | 15 décembre 2003  | Pologne       | Klub Kolarski Tarnovia (2023)    |
| Krzysztof Parma          | 8 mars 1987       | Pologne       | Krismar Big Silvant Team (2015)  |
| Tobiasz Pawlak           | 24 décembre 1995  | Pologne       | Mazowsze Serce Polski (2024)     |
| Kacper Peret             | 12 décembre 2002  | Pologne       |                                  |
| Patryk Stosz             | 15 juillet 1994   | Pologne       | Felt Felbermayr (2024)           |
| Konrad Waliniak          | 8 décembre 2004   | Pologne       |                                  |
| Michał Żelazowski        | 6 août 2004       | Pologne       |                                  |
|                          |                   |               |                                  |
| Source : ProCyclingStats |                   |               |                                  |

Victoires
| Victoires | Victoires | Victoires | Victoires | Victoires | Victoires |
| Date      | Course    | Pays      | Classe    | Vainqueur |           |
| --------- | --------- | --------- | --------- | --------- | --------- |